# Замок Куфштайн
Замок Куфштайн (иногда крепость Куфштайн; нем. Festung Kufstein, ошибочно крепость Герольдсек, нем. Festung Geroldseck) — средневековый замок, расположенный на территории тирольского города Куфштайн (Куфштейн), в одноимённом округе. Расположен на горе Festungsberg на скале высотой 90 м над городом; является одним из наиболее масштабных средневековых зданий в регионе. Впервые упоминается в документе за 1205 год как замок «Castrum Caofstein» (Каструм Каофштайн), принадлежавший в тот период епископам Регенсбурга и герцогам Баварии.

## История

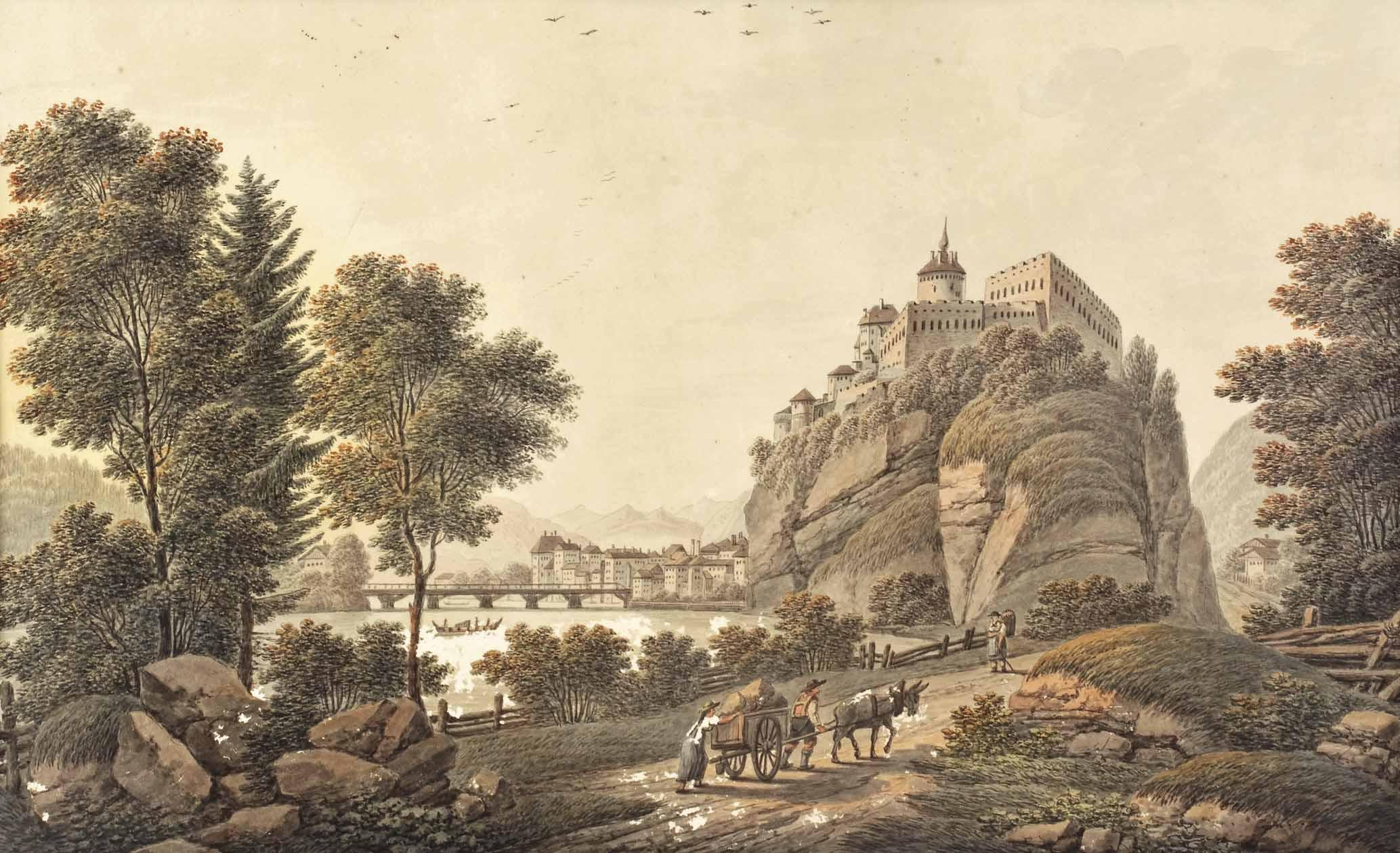
Замок Куфштайн, 1838 год

В период с VI по VIII века Куфштайн являлся отправной точкой для баварского завоевания и христианизации региона Тироль, инициированных властями Зальцбурга. В 790 году Куфштайн — тогда называвшийся «Каофштайн» — был впервые упомянут в одном из зальцбургских документов; в 1060 году его продолжали называть «деревней». Замок (крепость) был впервые упомянут в 1205 году — как совместное владение епископов Регенсбурга и герцогов Баварии. В 1255 году замок, который в тот период воспринимали как «ключ от Тироля», полностью перешел к баварским герцогам.
Будущий императора Карл IV Моравский неудачно осадил крепость в 1336 году. В 1415 года герцог Баварско-Ингольштадтский Людвиг VII Бородатый начал расширять укрепления в Куфштайне опасаясь притязаний со стороны Габсбургов на регион. В ходе Войны за ландсхутское наследство, в 1504 году, будущий император Максимилиан I осадил крепость и захватил её. Он также расширил систему укреплений.
В 1703 году баварские войска захватили Куфштайн, но были вынуждены покинуть замок в следующем году. В результате Пресбургского мира в 1805 году крепость снова перешла под власть Баварии; в 1814 году перешла к Австрии. Во времена Австрийской империи и Австро-Венгрии крепость служила тюрьмой для целого ряда венгерских противников венской монархии, включая Ференца Казинци и Шандора Рожу. С 1924 года крепость принадлежит властям города Куфштайн, которые с 1996 года сдал замок в аренду частным компаниям. Помещения замка используются для проведения концертов и иных мероприятий; здесь также расположен ресторан, специализирующийся на «рыцарских блюдах».